# Professor Logachev
Die Professor Logachev (russisch Профессор Логачев) ist ein 1991 in der Ukraine gebautes Forschungsschiff, das nach dem russischen Forscher B. A. Logatschew benannt wurde.

## Konstruktion
Die Professor Logachev verfügt über zwei Dieselmotoren, die dem Schiff eine Geschwindigkeit von rund 13,5 kn verleihen.
Das Schiff verfügt über eine umfangreiche Ausstattung für Meeresforschung. So ist es am Heck mit einem Heckgalgen mit einer Hebekraft von 12 t zum Aussetzen von Schleppsystemen wie etwa Schleppsonaren, einem 10-t-Kran an Steuerbord für die Sediment-Probennahme und einem Kran auf der Backbordseite, der 20 t heben kann, ausgestattet. Weiterhin stehen zwei Krane für das Bewegen von Materialien und Lasten aller Art zur Verfügung. An Bord befinden sich verschiedene Gerätschaften wie Sedimentbagger und Sedimentbohrer. Mehrere Seilwinden erlauben das Ablassen von Geräten bis in eine Tiefe von 6000 m. Weiterhin verfügt das Schiff über diverse weitere Tiefseeforschungsausrüstung wie Seitensichtsonar, Multibeam-Sonar und ROV.

### Zwischenfälle
Am 4. Februar 2022 strandete die Professor Logachev in der Nähe der polnischen Forschungsstation Arctowski, King George Island. Sie wurde von der ARA Bahía Agradable der argentinischen Marine freigeschleppt.